# Mariusz Pawełek
Mariusz Pawełek, né le 17 mars 1981 à Wodzisław Sląski, est un footballeur international polonais. Il occupe actuellement le poste de gardien de but au Sląsk Wrocław 
Lors de son arrivée au Wisła, il occupe la place de n°2 dans les cages, derrière le roumain Emilian Dolha. Avec le départ de ce dernier pour le Lech Poznań, il devient titulaire indiscutable, et assure l'invicibilité de son équipe. 

## Carrière
- 1997-1998 :  Silesia Lubomia
- 1998-déc. 2005 :  Odra Wodzisław Śląski
- 2006-déc. 2010 :  Wisła Cracovie
- depuis jan. 2011 :  Konyaspor
- 2014-déc. 2017 :  Śląsk Wrocław
- depuis juillet 2017: Jagiellonia Białystok

### En équipe nationale
Il a représenté trois fois la Pologne depuis 2006. La première rencontre a eu lieu le 6 décembre, face aux Émirats arabes unis de football (victoire 5-2).  

### Palmarès
- Champion de Pologne : 2008, 2009